# Epiplema eupeplodes
Epiplema eupeplodes är en fjärilsart som beskrevs av W. Warren 1906. Epiplema eupeplodes ingår i släktet Epiplema och familjen Uraniidae. Inga underarter finns listade i Catalogue of Life.